# Stazione di Orzinuovi
La stazione di Orzinuovi era posta lungo la linea Cremona–Iseo della Società Nazionale Ferrovie e Tramvie, attivata per tratte a partire dal 1911 e soppressa nel 1956, a servizio dell'omonima città.

## Storia

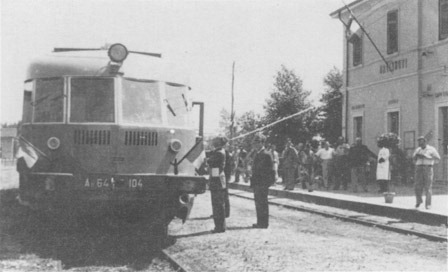
La stazione nel luglio 1950, all'inaugurazione del nuovo ponte

La stazione fu aperta nel 1932, all'attivazione della tratta Soncino-Rovato, che completava la ferrovia Cremona-Iseo. L'impianto era gestito dalla Società Nazionale Ferrovie e Tramvie (SNFT), concessionaria della linea.
Al termine della seconda guerra mondiale la direzione della SNFT si sforzò di ripristinare l'intera infrastruttura: fino al 1950, anno in cui fu riaperto il ponte sull'Oglio, le corse della relazione Cremona-Iseo-Edolo terminarono presso le stazioni di Soncino e di Orzinuovi, mentre un autoservizio tra i due scali garantiva le coincidenze all'utenza. Nel luglio 1950 il ponte fu riaperto e in occasione della sua inaugurazione fu introdotta la trazione Diesel sulla linea sociale.
In conseguenza del mutato clima politico del secondo dopoguerra, non favorevole agli investimenti nel trasporto su rotaia, per poter accedere ai finanziamenti statali la società esercente si vide costretta a sopprimere la linea nel 1956.
L'ex fabbricato viaggiatori, utilizzato per molti anni come sede del locale consorzio agrario, venne demolito nel 2009.